# Conjecture d'Erdős-Straus
La conjecture d'Erdős-Straus énonce que tout nombre rationnel de la forme {\displaystyle {\frac {4}{n}}}, avec n entier supérieur ou égal à 2, peut être écrit comme somme de trois fractions unitaires, c'est-à-dire qu'il existe trois entiers naturels non nuls {\displaystyle x,y} et {\displaystyle z} tels que :
Louis Mordell a montré que pour {\displaystyle n\not \equiv 1,11^{2},13^{2},17^{2},19^{2},23^{2}~{\mathtt {mod}}~840} la conjecture est vraie.
La suite A192787 de l'OEIS donne, en fonction de n, le nombre de solutions vérifiant {\displaystyle x\leqslant y\leqslant z}, et la suite A073101 de l'OEIS le nombre de solutions vérifiant {\displaystyle x<y<z}.